# デヒドロアミノ酸

デヒドロアラニンは、最も一般的なデヒドロアミノ酸である。キラルではないことに留意。

デヒドロアミノ酸(Dehydroamino acid)は、側鎖に炭素-炭素二重結合(C=C)を含むアミノ酸である。DNAではコードされないが、翻訳後修飾によって生じる。

## 例
一般的なデヒドロアミノ酸としてはデヒドロアラニンがあるが、タンパク質及びペプチド中の残基としてのみ見られる。デヒドロアラニンは、セリンを含むタンパク質やペプチドの脱水やシステインからの硫化水素の除去によって生成する。他の例として、トレオニンの脱水で得られるデヒドロブチリンがある。
一般に、アミノ酸残基は求核的な反応性は低いが、デヒドロアミノ酸はこの例外である。例えば、デヒドロアラニンはシステインやリシンに結合して、共有結合性の架橋を形成する。
デヒドログリシンは炭素-炭素二重結合を含まないため、一般的なデヒドロアミノ酸とは異なり、グリオキサル酸のイミンである。チロシンのラジカル分解で生じる。

ランチオニンは、デヒドロアラニンにシステインを付加したものである。

## N-アシル誘導体
デヒドロアミノ酸は、N-アシル誘導体が知られている。これらの誘導体は、不斉水素化のためのプロキラル基質である。2001年のノーベル化学賞は、N-アシルアクリレートからレボドパ（L-DOPA）を合成したウィリアム・ノールズが受賞した。

C_{2}-対称ジホスフィンの水素化によるL-DOPAの合成